# Wadym Schachrajtschuk
Wadym Walerijowytsch Schachrajtschuk (ukrainisch Вадим Валерійович Шахрайчук, russisch Вадим Валерьевич Шахрайчук/Wadim Walerjewitsch Schachraitschuk; * 12. Juni 1974 in Kiew, Ukrainische SSR) ist ein ehemaliger ukrainischer Eishockeyspieler, der mit Lokomotive Jaroslawl (2002) und HK Dynamo Moskau (2005) russischer Meister wurde, aber auch drei Jahre für die Nürnberg Ice Tigers in der Deutschen Eishockey Liga spielte. Inzwischen arbeitet er als Cheftrainer bei den Generals Kiew.

## Karriere
Wadym Schachrajtschuk begann seine Karriere als Eishockeyspieler beim HK Sokol Kiew, für den er von 1991 bis 1996 in der russischen Superliga aktiv war und mit dem er 1994 Ukrainischer Meister wurde. Anschließend spielte er eine Spielzeit lang für deren Ligarivalen Ak Bars Kasan, bevor er von 1997 bis 2000 für die Nürnberg Ice Tigers in der Deutschen Eishockey Liga auf dem Eis stand. Mit diesen wurde er in der Saison 1998/99 Vizemeister.

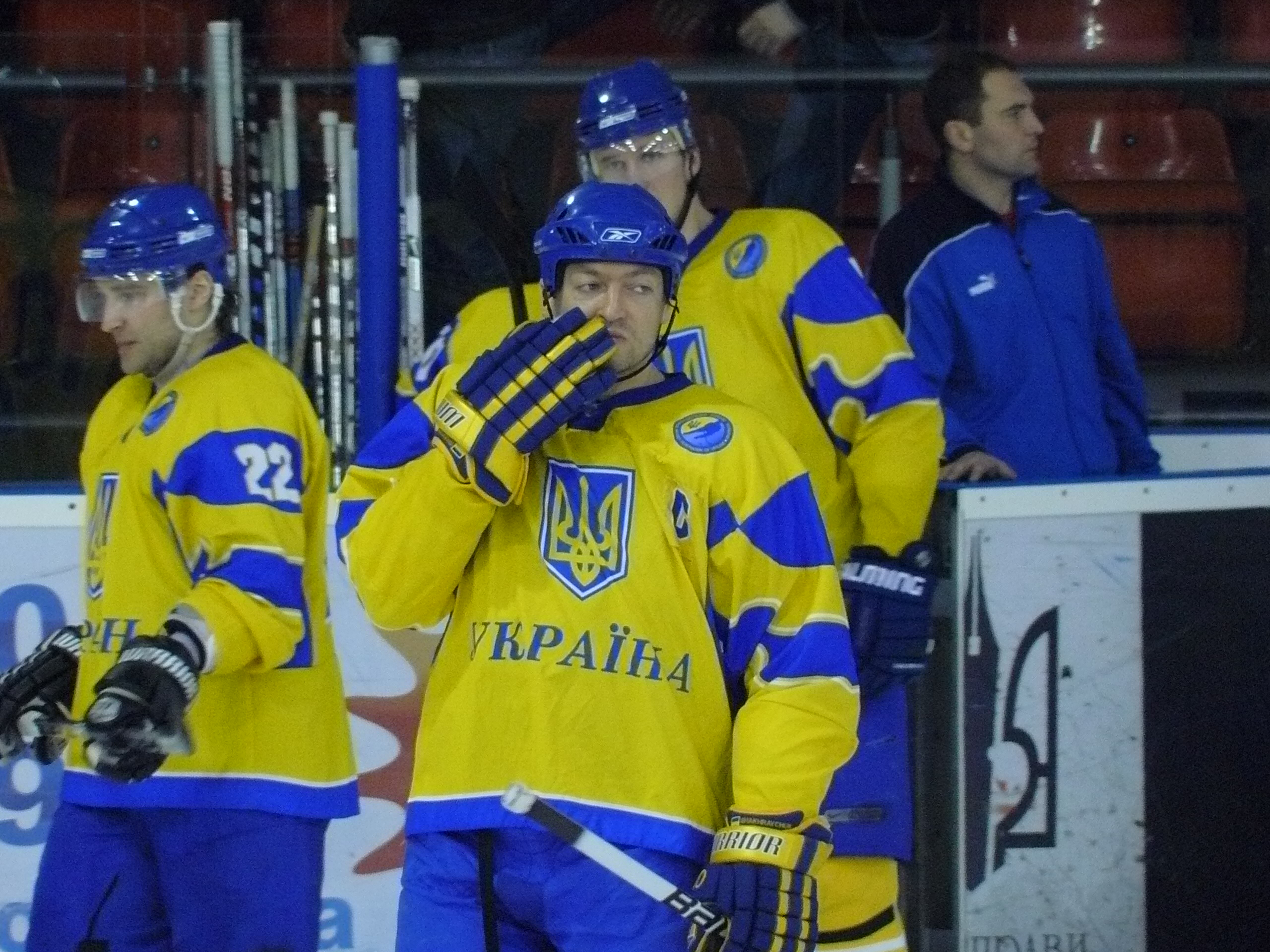
Schachrajtschuk im Trikot der ukrainischen Nationalmannschaft

Im Sommer 2000 kehrte der Angreifer nach Russland zurück, wo er je eine Saison lang für den HK Awangard Omsk und Lokomotive Jaroslawl spielte. Nachdem der Ukrainer 2002 mit Jaroslawl Russischer Meister geworden war, begann er auch die folgende Spielzeit bei Lokomotive, ehe er die Saison bei deren Ligarivalen HK Spartak Moskau und HK ATEK Kiew in der Ukraine beendete. Von 2003 bis 2007 spielte der Linksschütze beim HK Dynamo Moskau, mit dem er 2005 zum zweiten Mal in seiner Laufbahn russischer Meister wurde und 2006 den IIHF European Champions Cup gewann. In der Saison 2007/08 spielte Schachraitschuk für den HK MWD Balaschicha, ehe er im folgenden Jahr beim HK Traktor Tscheljabinsk begann, bevor er im Laufe der Spielzeit einen Vertrag beim Spitzenklub HK Metallurg Magnitogorsk erhielt. Bei Metallurg verweilte der Ukrainer bis zum Sommer 2009, ehe er zu Torpedo Nischni Nowgorod wechselte. Ab Mai 2010 stand er in seiner Geburtsstadt beim HK Budiwelnik Kiew unter Vertrag. Da dieser den Spielbetrieb nicht aufnahm, kehrte er zu Sokol Kiew zurück.
Zur Saison 2011/12 wurde Schachrajtschuk vom HKm Zvolen aus der slowakischen Extraliga verpflichtet, spielte jedoch nur bis Dezember 2011 in der Slowakei. Im Januar 2012 erhielt er erneut einen Vertrag bei Sokol Kiew, ehe er ein Jahr später innerhalb der ukrainischen Liga zum HK Kompanjon-Naftohas Kiew wechselte, wo er mit dem Ende der Spielzeit 2012/13 seine Karriere beendete.

### International
Für die Ukraine nahm Schachraitschuk im Juniorenbereich an der U20-Junioren-C-Weltmeisterschaft 1993 sowie der U20-Junioren-B-Weltmeisterschaft 1994, als er als Topscorer des Turniers (gemeinsam mit seinem Landsmann Witalij Sementschenko) und bester Vorbereiter maßgeblich zum Aufstieg der Ukrainer in die A-Gruppe beitrug, teil.
Im Seniorenbereich stand er im Aufgebot seines Landes bei den C-Weltmeisterschaften 1995 und 1997, bei der B-Weltmeisterschaft 1998, als er als Torschützenkönig auch zum besten Stürmer des Turniers gewählt wurde, und den A-Weltmeisterschaften 1999 und 2000 sowie nach der Umstellung auf das heutige Divisionssystem bei den Weltmeisterschaften der Division I 2008, 2009, 2010 und 2011 und der Top-Division 2001, 2002, 2003, 2004, 2005 und 2006, sowie den Olympischen Winterspielen 2002 in Salt Lake City, nachdem er zuvor schon beim Qualifikationsturnier auf dem Eis gestanden hatte. Zudem vertrat er seine Farben bei den Qualifikationsturnieren zu den Olympischen Winterspielen 1998 in Nagano und 2010 in Vancouver, als sich die Ukrainer jedoch jeweils nicht für die Spiele qualifizieren konnten.

### Trainertätigkeit
Seit 2015 steht Schachrajtschuk bei den Generals Kiew als Cheftrainer in der ukrainischen Eishockeyliga an der Bande.

## Familie
Seine Tochter Anhelina Schachrajtschuk ist professionelle Tennisspielerin.

## Erfolge und Auszeichnungen
| - 1994 Ukrainischer Meister mit dem HK Sokol Kiew - 1999 Deutscher Vizemeister mit den Nürnberg Ice Tigers - 2002 Russischer Meister mit Lokomotive Jaroslawl | - 2005 Russischer Meister mit dem HK Dynamo Moskau - 2006 IIHF-European-Champions-Cup-Gewinn mit dem HK Dynamo Moskau |

### International
- 1993 Aufstieg in die B-Gruppe bei der Junioren-C-Weltmeisterschaft
- 1994 Aufstieg in die A-Gruppe bei der Junioren-B-Weltmeisterschaft
- 1994 Topscorer und bester Vorbereiter bei der Junioren-B-Weltmeisterschaft
- 1997 Aufstieg in die B-Gruppe bei der C-Weltmeisterschaft
- 1998 Torschützenkönig und bester Stürmer bei der B-Weltmeisterschaft
- 1998 Aufstieg in die A-Gruppe bei der Qualifikation zur A-Weltmeisterschaft

## Statistik
(Stand: Ende der Saison 2010/11)